# Ankh
Ankh (lat. Crux Ansata, simbol ☥) je simbol života i besmrtnosti. Poznat je i kao "egipatski križ", "koptski križ" ili "omčasti križ". Sastoji se od tau križa, oblika slova T i omče.
Ankh znači "život". Taj znak je i hijeroglif za život. Označava besmrtnost, a mnogi su ga bogovi nosili. Thomas Inman je uvidio da su Egipćani zvali ankh simbolom života. Predstavlja muško i žensko jedinstvo. Wolfhart Westendorf je zaključio da ankh i Izidin čvor (Izida je božica plodnosti, Ozirisova žena) imaju nešto zajedničko. Neke teorije objašnjavaju porijeklo ankha kao znak izlazećeg Sunca (koje donosi život, što se može usporediti sa zaključcima faraona Amenofisa IV.). Također, ankh je možda nastao spajanjem simbola Ozirisa i Izide. To može bti i znak neba, Nut i Zemlje, Geba, koji su Ozirisovi i Izidini roditelji. Ankh se pojavljuje skupa sa simbolima djed i was (žezlo). Kopti su koristili ankh kao znak života poslije smrti. Slog ankh se nalazi u imenu poznatog faraona Tutankhamona (Tut-Ankh-Amon).